# Dáláhu megye

Kermánsáh tartomány megyéinek elhelyezkedése

Dáláhu megye (perzsául: شهرستان دالاهو) Irán Kermánsáh tartománynak egyik déli, középső fekvésű megyéje az ország nyugati részén. Északon Szalász-e Bábádzsáni megye, keleten Kermánsáh megye, délkeleten Eszlámábád-e Garb megye, délről Gilánegarb megye, nyugatról Szarpol-e Zaháb megye határolja. Székhelye a 7 000 fős Kerend-e Garb városa. Második legnagyobb városa a 4700 fős Gahváre. A megye lakossága 42 310 fő. A megye két további kerületre oszlik: Központi kerület és Gahváre kerület.
A megye 2004-ben vált ki Eszlámábád-e Garb megyéből.

## Fordítás
- Ez a szócikk részben vagy egészben  a   Dalahu County című angol Wikipédia-szócikk ezen változatának fordításán alapul.  Az eredeti cikk szerkesztőit annak laptörténete sorolja fel. Ez a jelzés csupán a megfogalmazás eredetét és a szerzői jogokat jelzi, nem szolgál a cikkben szereplő információk forrásmegjelöléseként.